# Pico do Norte
O Pico do Norte localiza-se na freguesia de São Pedro, concelho da Vila do Porto, na ilha de Santa Maria, nos Açores.
Este acidente geológico encontra-se próximo à baía do Tagarete e à baía de São Lourenço, junto aos lugares das Feteiras de Cima e do Norte, nas coordenadas de latitude 36.9833333° e longitude -25.0666667°. Eleva-se a 298 metros acima do nível do mar.